# Бријен ле Шато
Бријен ле Шато (фр. Brienne-le-Château) насеље је и општина у североисточној Француској у региону Шампањ-Арден, у департману Об која припада префектури Bar-sur-Aube.
По подацима из 2011. године у општини је живело environ 3870 становника, а густина насељености је износила 140,26 становника/km². Општина се простире на површини од 21,56 km². Налази се на средњој надморској висини од 126 метара.

## Демографија
| 1962. | 1968. | 1990. | 1999. |
| ----- | ----- | ----- | ----- |
| 3.534 | 3.939 | 3.752 | 3.336 |

График промене броја становника у току последњих година

## Партнерски градови
- Ридштат